# Ратковска Љехота
Ратковска Љехота (слч. Ratkovská Lehota) насељено је мјесто са административним статусом сеоске општине (слч. obec) у округу Римавска Собота, у Банскобистричком крају, Словачка Република.

## Становништво
| Година:    | 1994. | 2004.    | 2014.    | 2024.    |
| ---------- | ----- | -------- | -------- | -------- |
| Број људи: | 61    | 70       | 57       | 37       |
| Разлика:   |       | +14,75 % | -18,57 % | -35,08 % |

| Година:    | 2023. | 2024.   |
| ---------- | ----- | ------- |
| Број људи: | 38    | 37      |
| Разлика:   |       | -2,63 % |

Према подацима о броју становника из 2011. године насеље је имало 61 становника.